# マツダ・マリ
マリ・J・マツダ（Mari J. Matsuda、1956年 - ）は、アメリカ合衆国の法律家、活動家。ハワイ大学ウィリアム・S・リチャードソン・ロー・スクール教授 。  
アジア系アメリカ人女性で初めてアメリカで任期無しの法学教授になった人物で、カリフォルニア大学ロサンゼルス校 （UCLA）ロー・スクールに1998年に奉職し、草創期から現在に至るまで批判的人種理論（クリティカル・レイス・セオリー）の有力な論者の一人である。 
2008年秋にリチャードソン・ロー・スクールに戻る前は、UCLAロー・スクール教授兼ジョージタウン大学ロー・センター教授として、不法行為、憲法、法史、フェミニスト理論、批判的人種理論、および公民権法を専門としていた。 

## 来歴
祖先は沖縄出身。
ハワイのルーズベルト・ハイ・スクールを経て、アリゾナ州立大学学士、ハワイ大学法務博士、ハーバード大学LLM（法学修士）。
ホノルルのキング・アンド・ナカムラ労働法律事務所でアソシエイト、第9巡回区控訴裁判所ハーバート・ヤングチョーチョイ判事ロー・クラークを歴任。 
UCLAでアジア系アメリカ人女性初の米国の任期無しの法学教授になった。UCLAへの赴任以前は、ハワイ大学ロー・スクールで法学教授を務め、アメリカ法制史、不法行為法、憲法、公民権法、性差別等の講義を受け持った。また、スタンフォード大学ロー・スクールと広島大学で教鞭をとり、ミクロネシアと南アフリカで法曹教育のコンサルタントを務めた。「アクティビスト学者」を自認している。学問の影響は、『Amerasia Journal』や『Ms. Magazine』のような学術誌と一般誌の論文を含め、ローレビュー（イェール大学ロースクールの司書による10の最も引用されたローレビュー論文のリストに3つエントリされている）を超えている。草創期から、批判的人種理論における主要な論者の1人である。例えば、1996年に、アジア系アメリカ人が人種的なブルジョアジーになるため戦うことの重要性について書いた。彼女の賠償とアファーマティブ・アクションに関する出版物は頻繁に引用されている。 
頻繁に基調講演を行い、諸大学で講義をした。平等と公正に関するシェブロン＝テキサコタスクフォースの委員として、2002年にその最終報告を共著し、アメリカン・ロー・スクール協会会議で2003年アメリカ法学教員人権賞を受賞した。 
マツダにとって地域社会は教育と学問に結びついている。アメリカ自由人権協会、ナショナル・アジアン・パシフィック・リーガル・コンソーシアム、Ms. Magazineなどの社会的正義組織の全国諮問委員会の委員を務めている。リチャード・ポズナー判事は、彼女を継続的な影響力が最もあると思われる学者の一人として挙げている。

## 受賞歴
- AALDEF Justice in Action award（2014年）[5]
- Regents Medal for Excellence in Teaching（2016年）[6]